# Luận cương tháng Tư
Luận cương tháng Tư (Апрельские тезисы), tên nguyên thủy là Nhiệm vụ của giai cấp vô sản trong cuộc cách mạng hiện nay, là một văn kiện có tính cương lĩnh do V. I. Lenin soạn thảo và trình bày vào ngày 4 tháng 4 năm 1917 ở Petrograd. Bản luận cương được xuất bản trên báo Sự thật (Pravda) số 26 ngày 7 tháng 4 năm 1917.
Lynn Walsh đánh giá Luận cương tháng tư là một trong những tuyên ngôn mang tính quyết định nhất của cuộc cách mạng Nga năm 1917.

## Hoàn cảnh ra đời
Sau Cách mạng tháng Hai năm 1917, một tình hình chính trị chưa từng có đã diễn ra ở Nga: hai chính quyền cùng tồn tại, một là chính phủ lâm thời của giai cấp tư sản, một là Xô viết các đại biểu công nhân và binh sĩ vô sản. Cả hai chính quyền này đều đại diện cho lợi ích của các giai cấp khác nhau nên không thể cùng tồn tại lâu dài. Điều đó thúc đẩy Lenin và Đảng Bolshevik phải tiến hành một cuộc cách mạng làm thay đổi tận gốc đời sống chính trị nước Nga.
Ngày 4 tháng 4 năm 1917, Lenin đã đến Petrograd trình bày trước Trung ương Đảng Bolshevik một bản báo cáo. Đó chính là bản Luận cương tháng Tư nổi tiếng.

## Nội dung
Luận cương tháng Tư đã đề ra mục tiêu và đường lối giành chiến thắng cho cuộc cách mạng xã hội chủ nghĩa với khẩu hiệu "Toàn bộ chính quyền về tay các Xô viết". Tức là, bản luận cương này đã đề ra mục tiêu lật đổ chính phủ lâm thời do Alexander Kerensky đứng đầu, chuyển từ cách mạng dân chủ tư sản sang cách mạng xã hội chủ nghĩa.

## Ý nghĩa
Luận cương tháng Tư là một văn kiện quan trọng trong bối cảnh nước Nga cần tiến tới một cuộc cách mạng triệt để để trở thành nhà nước vô sản đầu tiên trên thế giới. Bản luận cương là một kim chỉ nam để cả đất nước rộng lớn tiến tới Cách mạng tháng Mười.